# Avenida Providencia
Avenida Providencia es una arteria principal de la ciudad de Santiago de Chile, que atraviesa la comuna homónima. Recibe su nombre en honor a la Iglesia Matriz de las Hermanas de la Providencia, ubicada en la vereda sur de esta avenida.
Luego de llegar a la Avenida Tobalaba y encontrarse con el canal San Carlos, la calle pasa a llamarse Avenida Apoquindo.

## Historia
Originalmente era un camino de tipo rural sin pavimento ni urbanización alguna, tenía su inicio en lo que en esa época era la cañada de San Lorenzo y se extendía hacia el oriente, además tenía otro nombre, "Tajamares" y este nombre estaba desde la Plaza Baquedano hasta el callejón del Pozo (actual Calle Condell).
Durante la segunda mitad del siglo XX, con el auge del parque automotor y la expansión horizontal de Santiago, la avenida Providencia, debido a la gran cantidad de comercio que albergaba y al ser la continuación natural de la Alameda, se hizo estrecha ante lo cual surgió crear un brazo alternativo y de esta manera separar los flujos de tránsito, haciendo además más fáciles las expropiaciones. Esta bifurcación fue originalmente nombrada Avenida Nueva Providencia, aunque en 1980 fue inaugurada como Avenida 11 de Septiembre, nombre que se mantuvo hasta 2013 cuando la avenida adoptó su nombre original.

## Galería
|                                                              |
| Vista de la Avenida Providencia Poniente hacia la Cordillera |

|                               |
| Cruces de Avenida Providencia |

|                                        |
| Señalética vial de Avenida Providencia |